# 青木大介
青木 大介（あおき　だいすけ、1984年8月9日 - ）は京都府出身のアメリカンフットボール選手。現在Xリーグの胎内ディアーズに所属している。ポジションはプレースキッカーおよびパンター。

## 来歴
専修大学時代からアメリカンフットボールを始め、大学４年生からアメリカンフットボール日本代表にも選ばれており、2011年アジア選手権に出場し同大会MVPを獲得、また同年に開催されたアメリカンフットボール世界選手権に出場し、大会ベストイレブンに選出された。
2009年に行われたノートルダム・ジャパン・ボウル2009では先制のフィールドゴールを決めた。
2010年、Xリーグの鹿島ディアーズ（現胎内ディアーズ）に加入し、同リーグのベストイレブンにあたるオールXリーグにルーキーイヤーの2010年から2014年まで5年連続選出された。